# シモーネ・ジュリアーノ
シモーネ・ジュリアーノ（Simone Giuliano 、1997年4月28日 - ）は、イタリア・パレルモ出身のプロサッカー選手。セリエD・ASDマリーナ・ディ・ラグーザ・カルチョ所属。ポジションは、ディフェンダー（レフトバック）。

## クラブ歴
2017年9月2日、マテーラ戦でセリエCデビューを果たした。